# 吉大港民族博物館
吉大港民族博物館位於孟加拉國吉大港阿格拉巴德，是該國唯一一間民族學博物館，建於1965年，於1974年1月9日對外開放，最初共有11個展示廊，展示孟加拉29個民族（包括12個吉大港山區的民族）之生活方式，促進不同民族對彼此的了解。博物館中重要的展品包括穆朗人的傳統船隻、瑪爾馬人的織布機、與一些傳統慶典場景的描繪，另外還有一些印度、巴基斯坦、澳洲與吉爾吉斯民族之文物。1996年，博物館新增了一個展示孟加拉族傳統文物的展示廊。
1990年代，博物館每月約有7000人造訪，但近期參觀人數有下降趨勢，2014年，博物館展開了一項增加館藏與翻新展示設施的計畫，希望能提升參觀人數。

## 展品

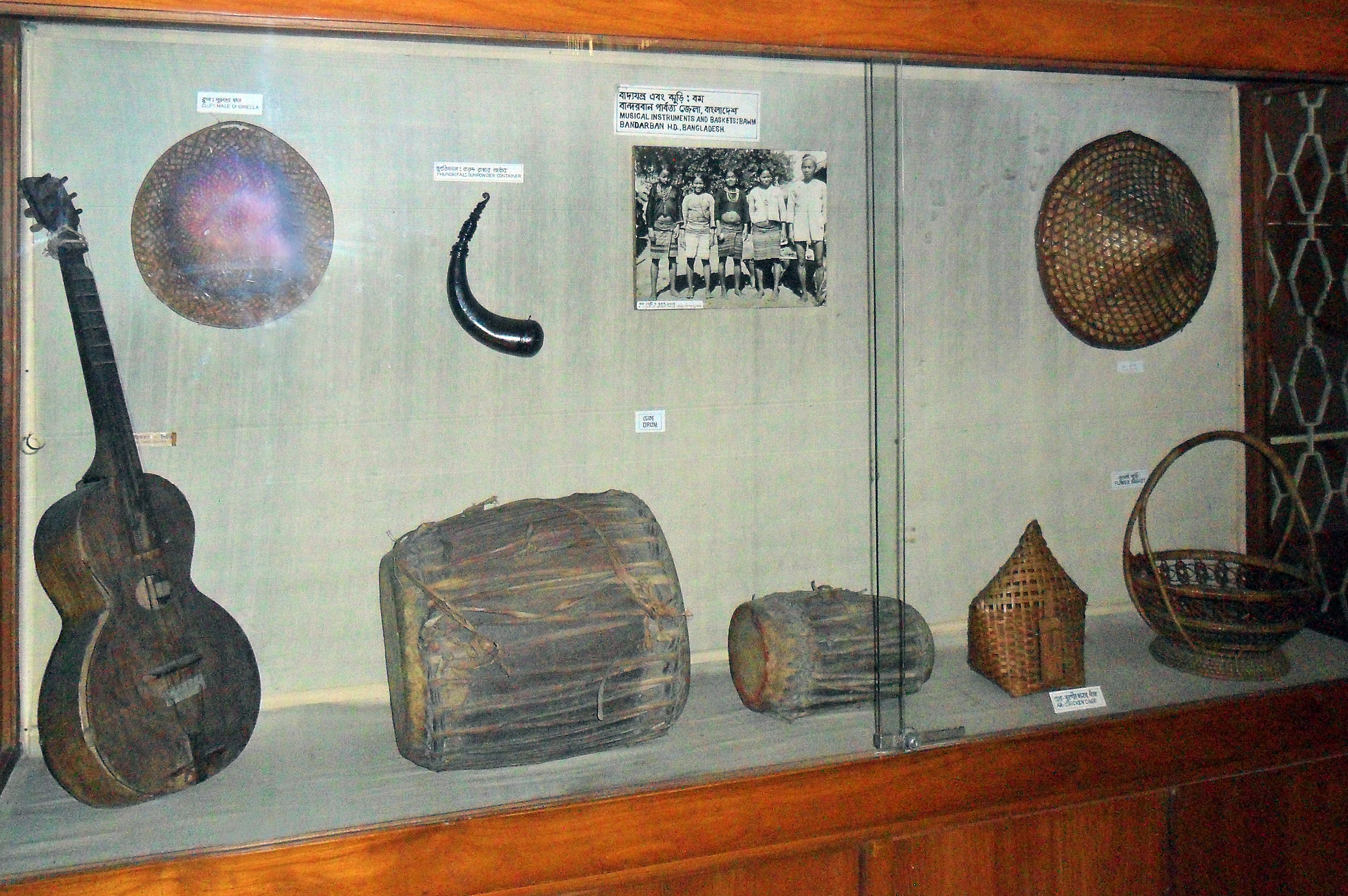
鮑姆人（英语：Bawm people）的傳統樂器與籃子
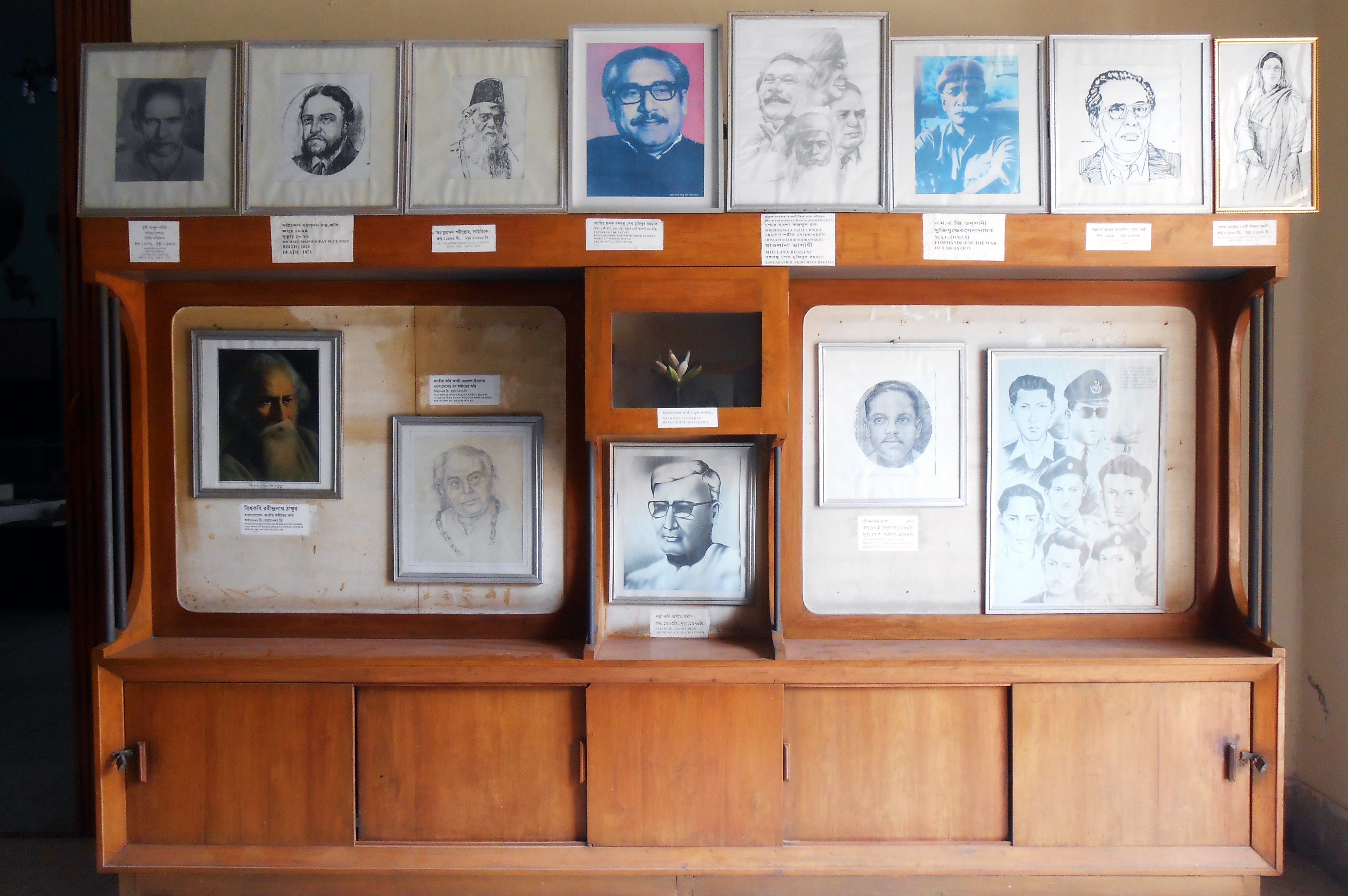
著名孟加拉人的肖像
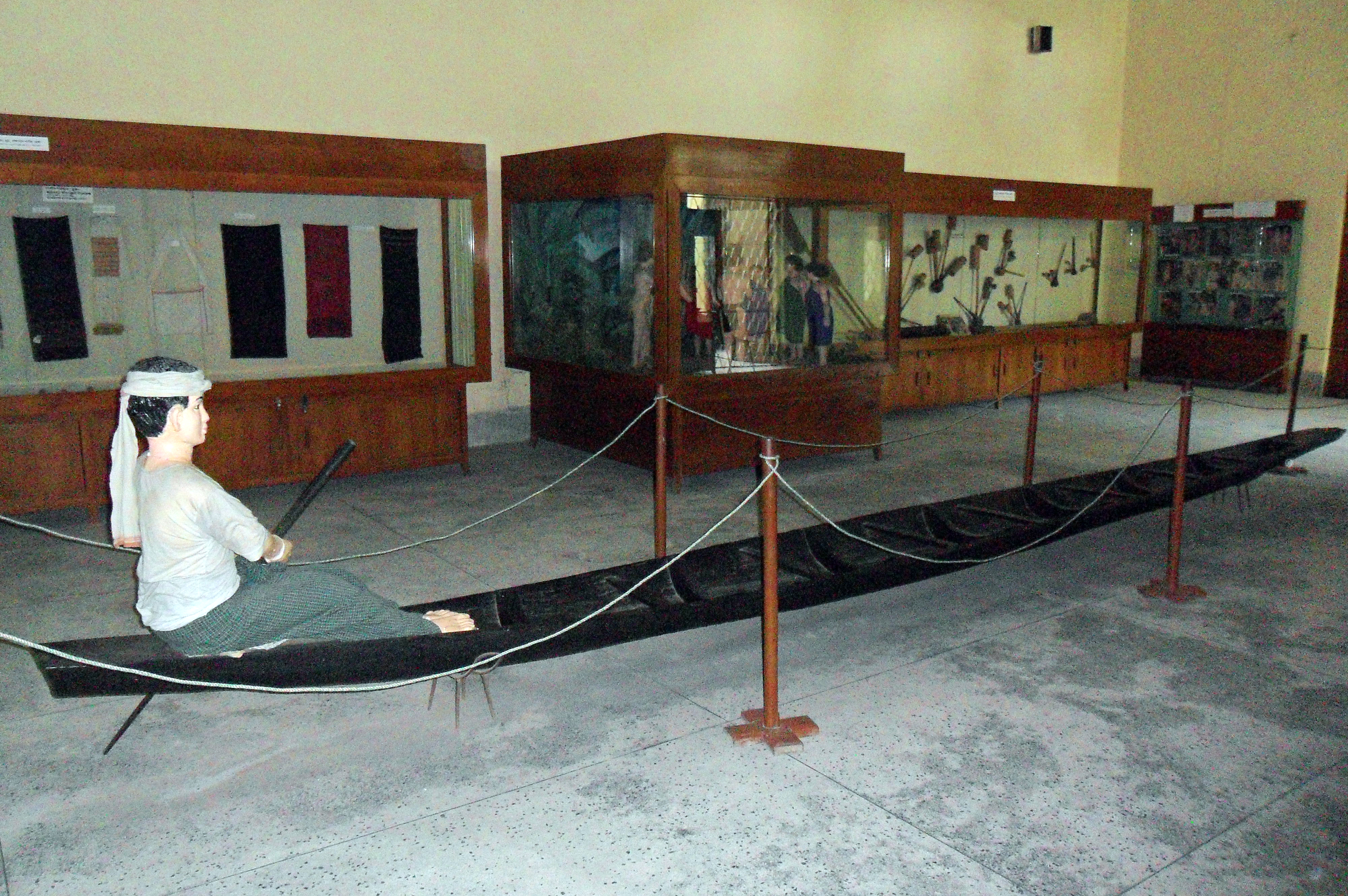
傳統船隻模型
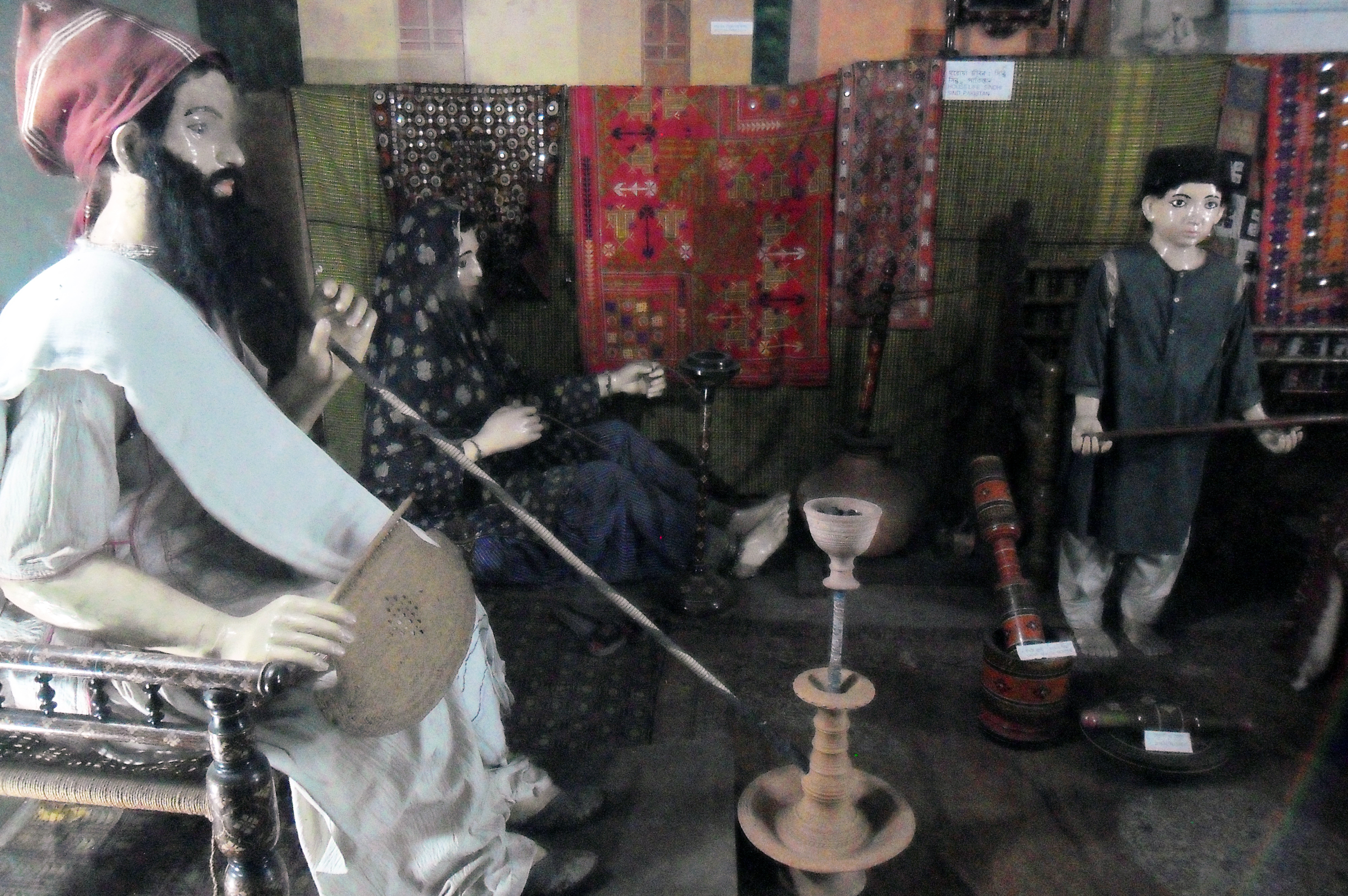
巴基斯坦信德人的居家生活
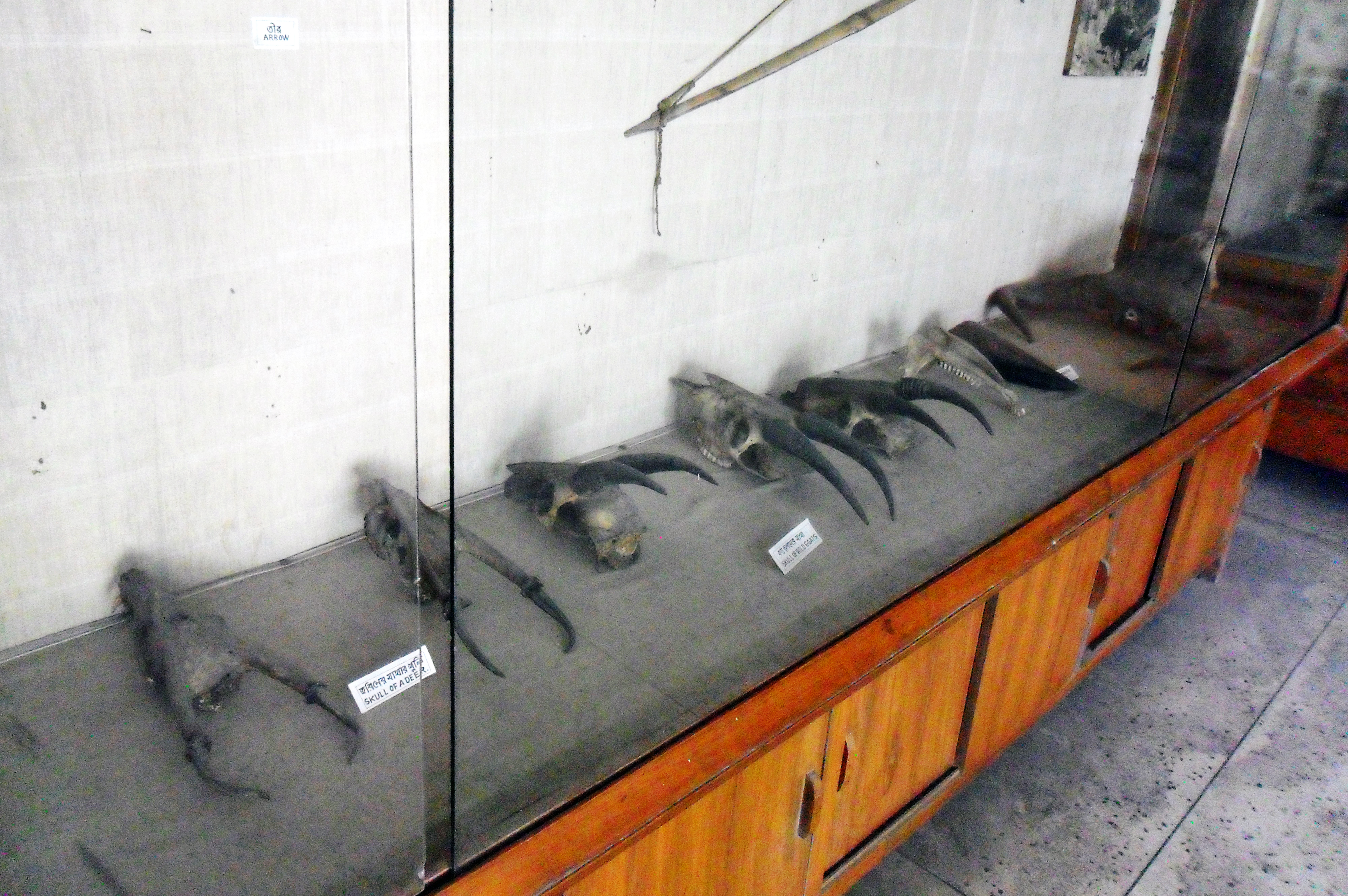
鹿與山羊的頭骨
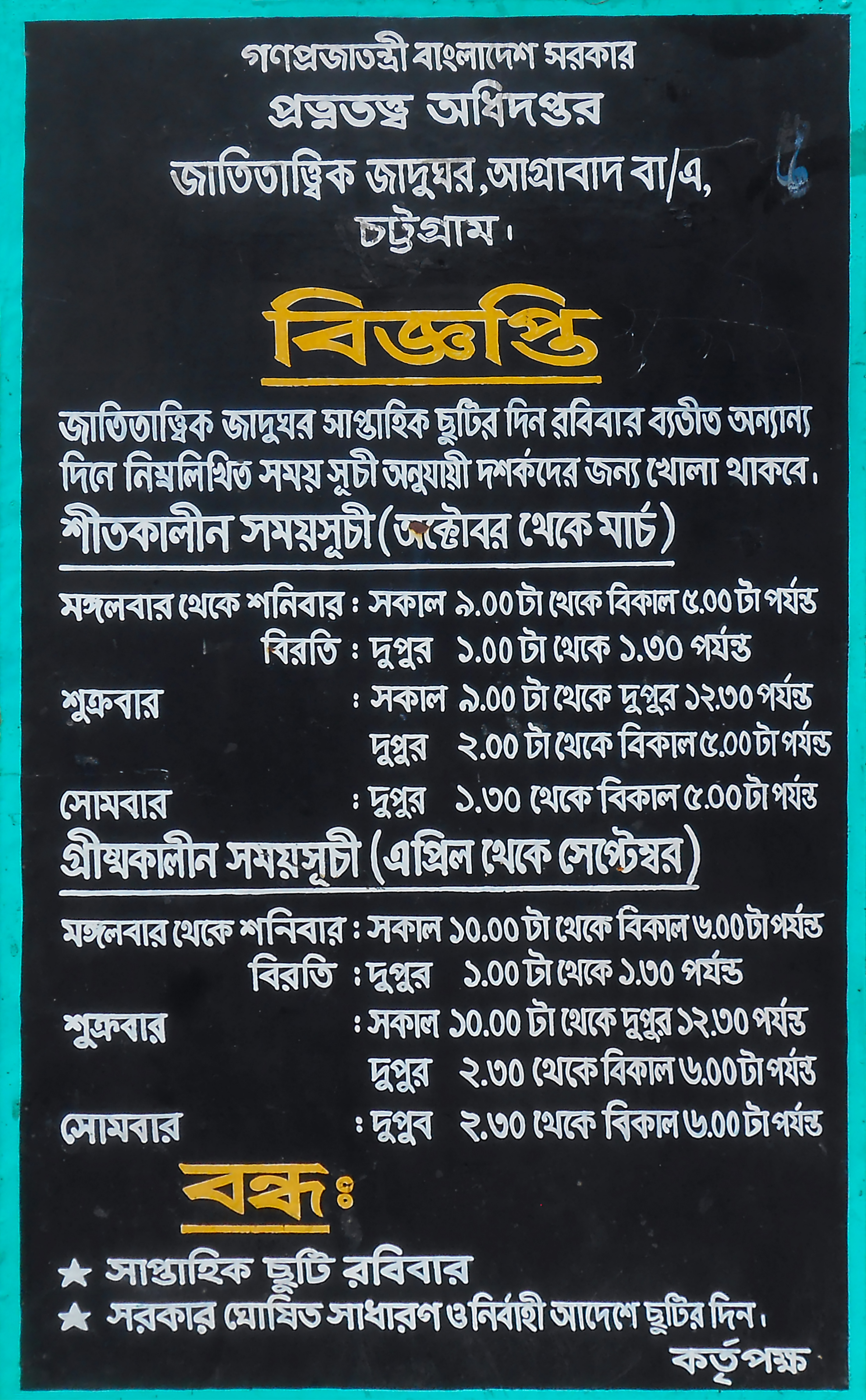
博物館前的告示牌